# Eutelia griveaudi
Eutelia griveaudi là một loài bướm đêm trong họ Noctuidae.